# Brokiga iakttagelser
Brokiga iakttagelser är en aforismsamling av Edith Södergran, utgiven i december 1919 på Holger Schildts förlag i Helsingfors. 
Aforismerna kan ha tillkommit under en lång rad år; ämnena är inte enhetliga även om många sysslar med övermänniskan (ofta personifierad av Napoleon) och människans öde. Tonen i aforismerna är genomgående stolt och självmedveten och det finns en tydlig påverkan från Nietzsche.